# Bezirk Alanje
Alanje ist ein Bezirk (distrito) der Provinz Chiriquí in Panama. Die Einwohnerzahl betrug laut Volkszählung 2023 18.877. Die Gründung des Bezirks geht mit der Gründung der Stadt Alanje im Jahr 1591 einher.

## Gliederung
Der Bezirk Alanje ist administrativ in folgende Corregimientos unterteilt:
- Alanje
- Divalá
- El Tejar
- Guarumal
- Palo Grande
- Querévalo
- Santo Tomás
- Canta Gallo
- Nuevo México